# Ровтарське Жибрше
Ровтарське Жибрше (словен. Rovtarske Žibrše) — поселення в общині Логатець, Осреднєсловенський регіон, Словенія. Висота над рівнем моря: 660,8 м.